# Durònia (dama)
Durònia (en llatí Duronia) va ser una dama romana del segle ii aC. Formava part de la gens Durònia, una gens romana d'origen plebeu.
Era la mare de Publi Ebuci. El seu segon marit va ser Tit Semproni Rutil, (germà de Gai Semproni Rutil, tribú de la plebs), que sembla que no li agradava gaire el seu fillastre Ebuci. La seva mare, potser per desfer-se'n d'alguna manera, el va voler iniciar en els ritus de les bacanals a Roma, amb ajuda d'Hispala Fecènia, amant del seu fill. Però Ebuci va denunciar les bacanals al cònsol Espuri Postumi, que el va protegir de la seva mare. Així van acabar els rituals de les bacanals a Roma l'any 186 aC.